# بخش انگولم
بخش انگولم (به فرانسوی: Arrondissement d'Angoulême) یک بخش در فرانسه است که در شرانت واقع شده‌است.